# DobaCaracol
Os DobaCaracol são um grupo de música de Montreal (Québec) formados em 1998 pelas cantoras Doba (Doriane Fabreg) e Caracol (Carol Facal), auxiliadas por cinco outros músicos – Lafléche, Lepage, Coulibaly, Lizotte e Audet-Halde. O seu estilo musical é inspirado por música tradicional africana, sul-americana e europeia. A banda encontra-se separada desde o dia 5 de Setembro de 2008.